# Pokémon FireRed i LeafGreen
Pokémon FireRed (jap. ポケットモンスター ファイアレッド Poketto Monsutā Faiareddo; Pocket Monsters Firered) i Pokémon LeafGreen (jap. ポケットモンスター リーフグリーン Poketto Monsutā Rīfugurīn; Pocket Monsters Leafgreen) – japońskie komputerowe gry fabularne z serii Pokémon wydane w 2004 roku na konsolę Game Boy Advance. Są to remaki gier z serii Pokémon pierwszej generacji, Red oraz Green, wydanych na konsolę Game Boy w roku 1997.

## Rozgrywka
Tak jak w oryginalnych grach, celem gracza jest zostanie najlepszym trenerem Pokémonów w regionie Kanto. Aby to osiągnąć, gracz musi pokonać ośmiu liderów sal i dotrzeć na Równinę Indygo, gdzie może zmierzyć się z Elitarną Czwórką w walce o tytuł mistrza. W trakcie podróży gracz kilkukrotnie napotka swojego rywala, a także członków Team Rocket – organizacji przestępczej planującej podbić region przy użyciu Pokémonów.
W porównaniu z pierwowzorami, region rozbudowano o siedem wysp, nazywanych Wyspami Sevii (ang. Sevii Islands). Gracz zdobywa dostęp do trzech z nich po pokonaniu siódmego lidera, pozostałe odblokowuje się po zdobyciu tytułu mistrza. Na wyspach można napotkać Pokémony, które nie istniały w pierwszych grach, a także wykonać misję pozwalającą na wymianę Pokémonów z Pokémon Ruby, Pokémon Sapphire i Pokémon Emerald, pozostałymi grami z serii wydanymi na Game Boy Advance, a także z Pokémon Colosseum, Pokémon XD: Gale of Darkness i Pokémon Box: Ruby & Sapphire, wydanymi na Nintendo GameCube.